# Leone Leoni
Leone Leoni (ur. ok. 1509 w Menaggio, zm. 1590) – włoski rzeźbiarz, medalier i złotnik. Wykształcony w kierunku złotnictwa. W latach 30. XVI wieku pracował jako medalier w Padwie, a później w Rzymie, gdzie przygotowywał matryce dla mennicy papieskiej. W późniejszym okresie tworzył również rzeźby, m.in. cesarza Karola V, Filipa II i Marii Węgierskiej.
Jego synem był rzeźbiarz Pompeo.

## Galeria

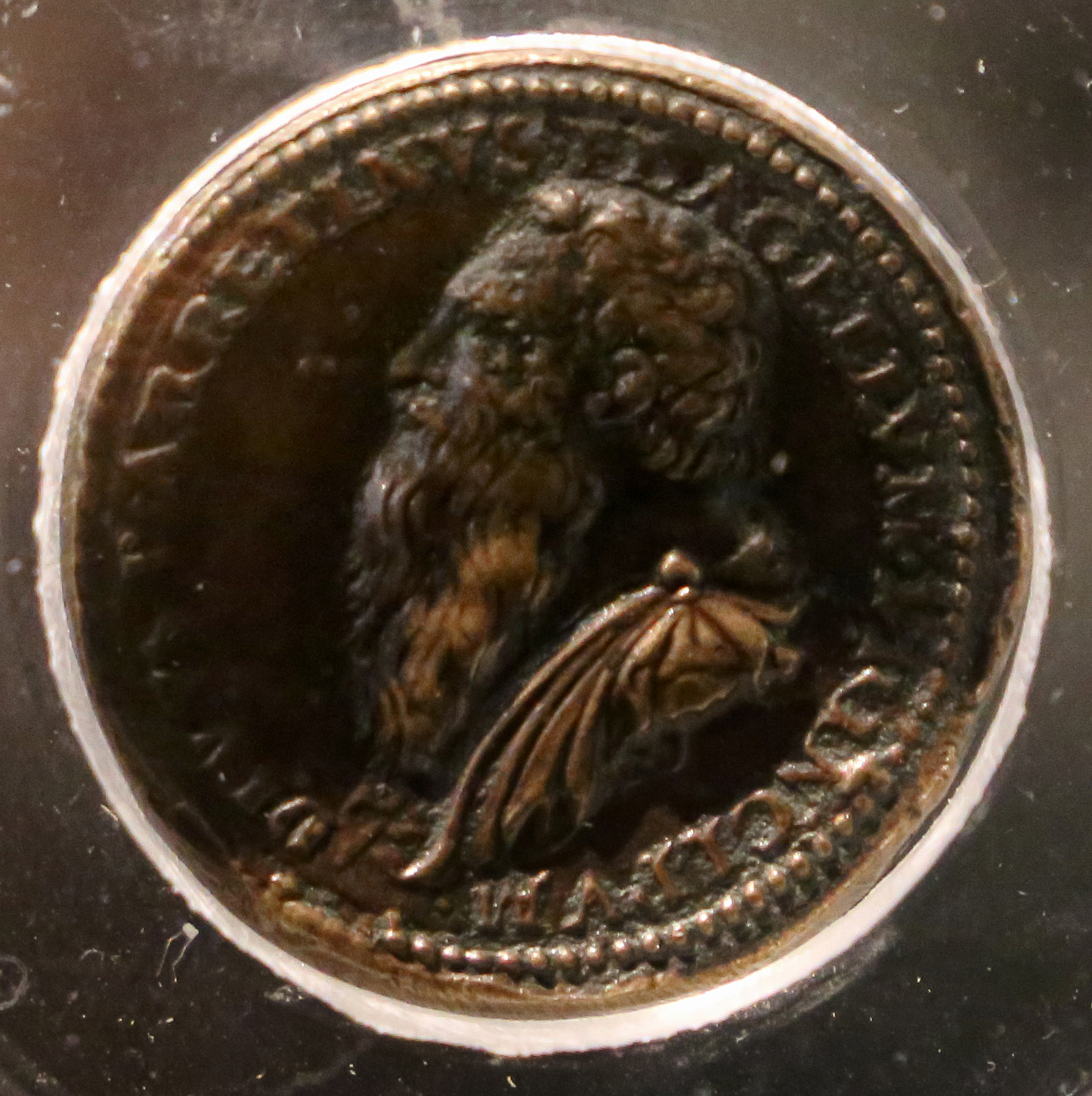
Medalion z wizerunkiem Pietro Aretino
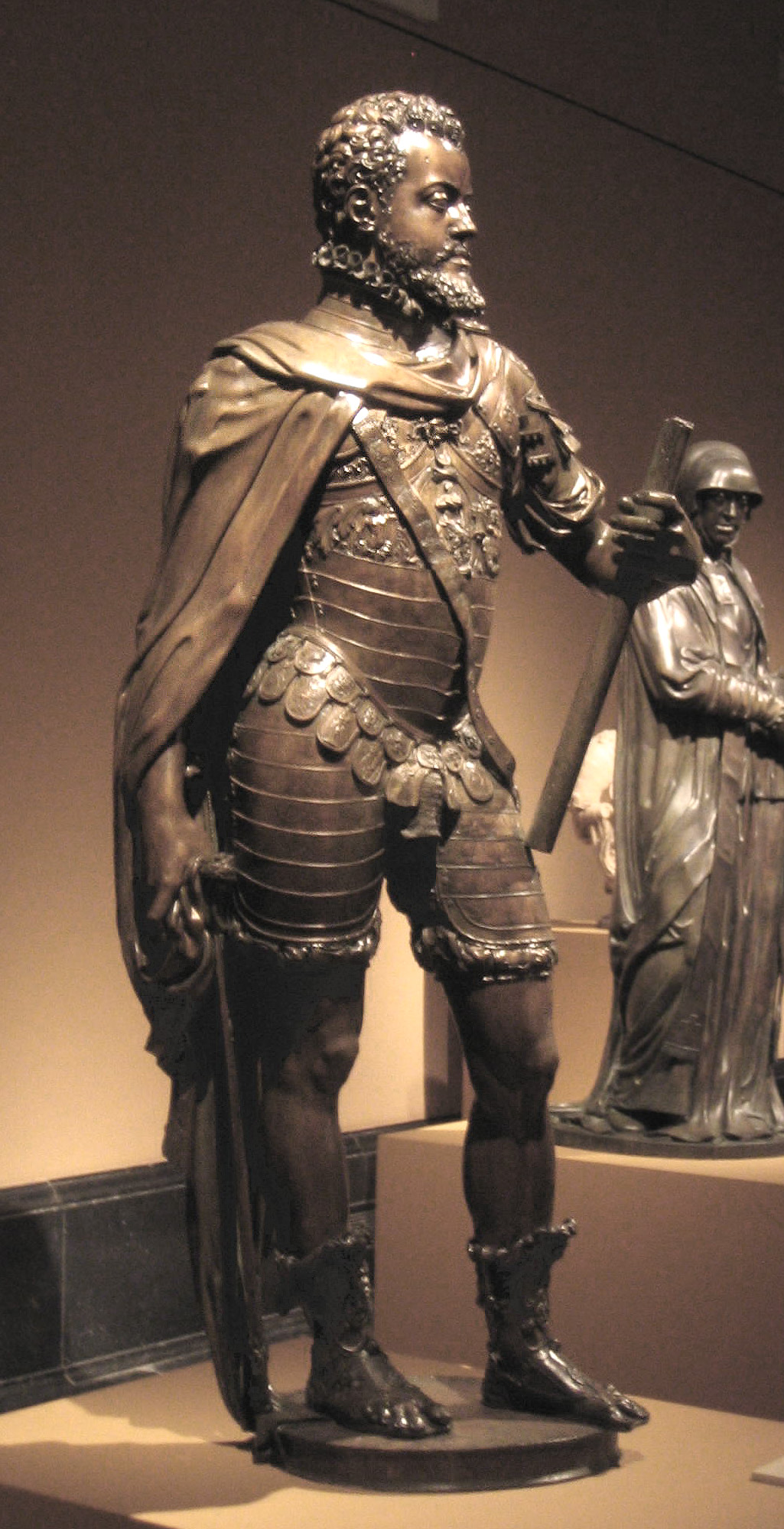
Rzeźba Filipa II
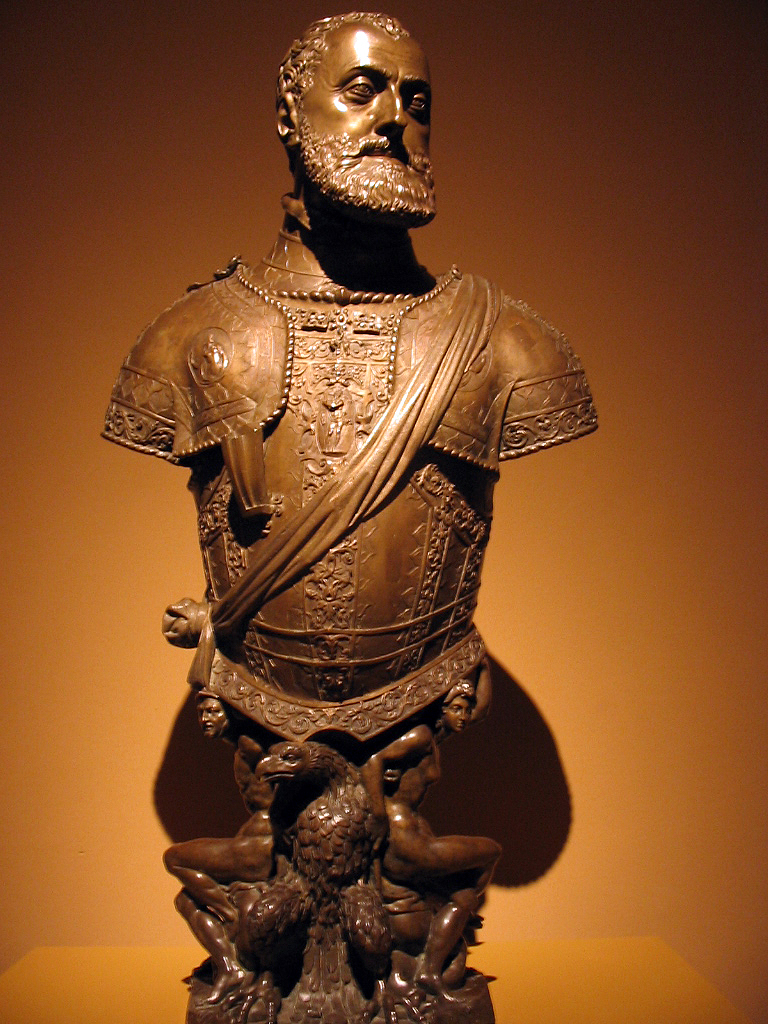
Popiersie cesarza Karola V